# (16367) 1980 FS4
1980 أف أس 4 (ويعرف أيضًا باسم (16367) 1980 أف أس 4 وفق تسمية الكوكب الصغير) (بالإنجليزية: 1980 FS4)‏ هو كويكب ضمن حزام الكويكبات؛ وترتيبه 16367 من حيث الاكتشاف.
اكتُشف هذا الجُرم الفلكي بواسطة Claes-Ingvar Lagerkvist ‏ في 16 مارس 1980.

## وصلات خارجية
- (16367) 1980 FS4 في قاعدة بيانات مختبر الدفع النفاث لأجرام النظام الشمسي الصغيرة

- الاكتشاف · مخطط المدار ·  العناصر المدارية · المعلمات المادية

- (16367) 1980 FS4 على موقع ويكي سكاي: DSS2, SDSS, GALEX, IRAS, Hydrogen α, X-Ray, Astrophoto, Sky Map, Articles and images